# Филиппи, Зигфрид
Зи́гфрид Фили́ппи (нем. Siegfried Philippi, урожд. Зигфрид Саломон Филипп (Siegfried Salomon Philipp); 31 июля 1871, Любек — неизвестно) — немецкий театральный актёр, режиссёр театра и кино, сценарист.

## Биография
Зигфрид Филиппи родился в семье еврейского купца Юлиуса Филиппа, через год его мать покончила жизнь самоубийством. Учился в гимназии в Берлине, получил актёрское образование и был приглашён на работу в Театр Вальнера. Служил также в нескольких других театрах Германии, побывал на гастролях в Лондоне.
В 1915 году дебютировал в качестве режиссёра кино, поначалу ставил драмы и мелодрамы с супругой Лисси Линд в главных ролях. Позднее снимал детективы и комедии. Позднее увлёкся литературой и сценарным делом. Судьба Зигфрида Филиппи после прихода национал-социалистов к власти в Германии неизвестна.

## Фильмография
| - 1915: Die Rache der Thora West - 1916: Der Schmuck der Herzogin - 1917: Höhenluft - 1917: Die Harvard-Prämie - 1918: Das Adoptivkind - 1918: Der Weiberfresser - 1919: Tänzer in den Tod - 1920: Sinnesrausch - 1920: Zwischen Nacht und Morgen - 1920: Die Frau in den Wolken - 1920: Im Banne der Suggestion - 1920: Mord… die Tragödie des Hauses Garrick - 1920: Das schleichende Gift - 1921: Madeleine - 1921: Чёрный паук / Die schwarze Spinne - 1921: Der Herr aus dem Zuchthaus - 1922: Versunkene Welten - 1924: Das Geschöpf | - 1924: Das Spiel mit dem Schicksal - 1925: Briefe, die ihn nicht erreichten - 1926: Мельница Сан-Суси / Die Mühle von Sanssouci - 1926: Der Meineidbauer - 1927: Die Tochter des Kunstreiters - 1927: Liebesreigen - 1927: An der Weser - 1927: Das war in Heidelberg in blauer Sommernacht - 1928: Herbstzeit am Rhein - 1928: Das Fräulein aus Argentinien - 1928: Heut' war ich bei der Frieda - 1929: Hütet euch vor leichten Frauen - 1929: Der Herr vom Finanzamt - 1930: Wenn Du noch eine Heimat hast - 1930: Die Lindenwirtin - 1931: Die spanische Fliege - 1932: Husarenliebe |